# Laguna de Cospeito
La laguna de Cospeito, también conocida como laguna de Santa Cristina, es un humedal permanente de la provincia de Lugo, España. Está situada en la parroquia de Santa Cristina, frente a la localidad de Sistallo, en el municipio de Cospeito.
Pertenece a la Red Natura 2000 y ha sido declarada por la Consejería de Medio Ambiente de la Junta de Galicia como Espacio Natural en Régimen de Protección General. Además, se encuentra englobada dentro de la Reserva de la Biosfera Tierras del Miño.
La laguna original ocupaba alrededor de 70 ha, pero fue desecada a finales de la década de 1960 y parcialmente restaurada a principios de la década de 2000. Actualmente, la laguna central, cuenta con más de 5 ha, lo que la convierte en el humedal de mayor importancia de la comarca. Sus aguas proceden del río Guisande, afluente del Miño.